# Tonbandstimmen
Tonbandstimmen – engl. als electronic voice phenomenon (EVP) bezeichnet – sind Hörereignisse innerhalb akustischer Aufzeichnungen, die als gesprochene Sätze oder Satzfragmente interpretiert werden können und denen von einigen Menschen eine außergewöhnliche Bedeutung beigemessen wird. Unter wissenschaftlichen Testbedingungen konnten bisher keine Auffälligkeiten reproduziert werden, welche über die Auswirkungen technischer Unzulänglichkeiten der Aufnahmegeräte hinausgingen.
Bislang ist nicht eindeutig definiert, ob das eigentliche Phänomen im technisch-physikalischen (Hypothese: Das Vorkommen des den Tonbandstimmen zugrunde liegenden Schalls ist unerklärlich) oder rein im informellen (Hypothese: Tonbandstimmen stellen eine Art unerklärlichen Informations-Feedback dar) Bereich liegen soll.
Vor allem Anhänger esoterischer Strömungen glauben, dass sie auf diese Weise mit den Seelen Verstorbener oder anderen Entitäten kommunizieren. Der Physiker Ernst Senkowski (1922–2015) prägte hierfür den Begriff der instrumentellen Transkommunikation. Das stellt nichts anderes dar, als eine moderne, säkularisierte Form des Spiritismus. Andere Verfechter von Tonbandstimmen gehen lediglich von einem der Wissenschaft bislang unbekannten Vorgang aus und erhoffen sich weitere Erkenntnisse durch umfassendere methodische Untersuchungen.
Kritiker dieser Standpunkte halten entgegen, dass das Vorkommen von auf Tonträgern befindlichem Schall, in dem stimmliche oder stimmenähnliche Laute wahrgenommen werden können, aus technischer Sicht je nach verwendeter Einspiel-Methode (siehe Technik) mit Artefakten (elektromagnetische Immission, Vormagnetisierung usw.) erklärbar sei. Einfache Wahrnehmungstäuschungen trügen darüber hinaus erheblich dazu bei, um in undeutlicher Akustik Stimmen mit sinnvollem Inhalt oder gar persönlich erscheinendem Bezug hinein zu interpretieren (ähnlich der Pareidolie). Die Behauptung unerklärlicher Geschehnisse sei deshalb zumindest unbedacht getroffen bzw. voreilig oder gar falsch. 
Bei den bisherigen Untersuchungen, deren Ergebnisse technische Artefakte und Wahrnehmungstäuschungen ausschließen, ist umstritten, ob sie wissenschaftlich kontrolliert durchgeführt worden sind; außer Zweifel steht jedoch, dass sie bis heute nicht unter wissenschaftlich kontrollierten Bedingungen reproduziert wurden. Ein bislang unbekannter Effekt im Zusammenhang mit Tonbandstimmen gilt damit allgemein als unbewiesen.

## Begriff
Der Begriff Tonbandstimmen entstammt einer Zeit, in der entsprechende Aufnahmen mangels technischer Alternativen lediglich mit Tonbandgeräten hergestellt wurden. Diese Bezeichnung wurde beibehalten, auch wenn Aufnahmen, die solche Stimmen enthalten können sollen, heutzutage mit den unterschiedlichsten elektronischen Geräten (z. B. Radio, Fernseher, Computer) sowie mit speziellen PC-Programmen und Aufzeichnungsformaten wie Tonbändern, Musik- und Videokassetten erzeugt werden können. Die synonyme englische Bezeichnung electronic voice phenomenon (EVP), zu deutsch Elektronisches Stimmen-Phänomen (ESP) ist artikulierter.

## Technik
Es gibt verschiedene Vorgehensweisen, aufgeführt sind im Folgenden die am häufigsten angewendeten:
- Aufzeichnung bei völliger Stille durch Aufnahmegerät mit angeschlossenem Mikrofon (Mikrofon-Methode)
- Aufzeichnung einer oder mehrerer zumeist fremdsprachiger Rundfunksendungen mit oder ohne Mikrofon (Radio-Methode)
- Aufzeichnung eines Rundfunkgeräts, das auf eine Frequenz ohne Sender eingestellt ist und daher ein Rauschen („weißes Rauschen“) erzeugt
- Aufzeichnung des Erzeugnisses eines speziellen Computerprogramms (z. B. EVPMaker), das zuvor eine beliebige Audiodatei nach dem Zufallsprinzip in kleine Segmente zerteilt und neu zusammengesetzt hat (Sprachsynthese-Methode, Phonem-Synthese-Methode)

Eine Kombination der Aufzeichnungstechniken ist möglich. Allen Verfahren ist gemeinsam, dass die Auswertung und Interpretation nach der Aufnahme erfolgt, und zwar typischerweise nach mehrmaligem Abspielen. Sodann werden möglichst relevante Abschnitte herausgesucht, wobei hierbei kein standardisiertes Vorgehen bekannt wurde. Die Auswahl der dabei als relevant bezeichneten Abschnitte der Aufzeichnung wird völlig dem Experimentator und seinen Fähigkeiten überlassen.

## Mögliche technische Ursachen
Folgende bekannte technische Ursachen kommen für das Entstehen von Stimmen oder stimmenähnlichen Geräuschen auf Tonspuren in Frage:
- Demodulation von dem fading, Meteorscattering oder Überreichweiten unterworfener Rundfunksender:
  - an nicht dafür vorgesehenen, nichtlinearen elektronischen Bauteilen, insbesondere wenn die Aussteuerungsautomatik in der Stille aufgeregelt hat.
  - normal im Demodulator eines auf einen leeren Sendeplatz eingestellten Radio
- durch den Kopiereffekt bei Tonbandaufzeichnungen
- durch Demodulation und Schallwandlung starker Ortssender an metallischen Kontaktflächen, die halbleitend wirken

## Hintergrund
Der Begriff „Tonbandstimmen“ geht auf den schwedischen Kunstmaler und Opernsänger Friedrich Jürgenson zurück, der im Jahr 1959 mit seinem Tonbandgerät Aufnahmen von Vogelstimmen anfertigte und nach mehrmaligem Anhören der Bänder glaubte, neben den Vögeln auch Stimmen zu hören, welche ihn persönlich ansprachen („Friedrich, du wirst beobachtet“) und Dinge sagten, von denen nur er selbst wissen konnte. Er widmete sich seit dieser Erfahrung völlig der Erforschung dieses Phänomens. Im Jahr 1967 veröffentlichte er sein Buch Sprechfunk mit Verstorbenen (siehe Weblinks) und machte damit auch den Begriff „Stimmen aus dem Jenseits“ publik.
Jürgenson war zeit seines Lebens darum bemüht, seine Entdeckung aus wissenschaftlicher Sicht untersuchen zu lassen. Hierzu führte er Gespräche mit Rundfunktechnikern sowie mit Physikern und Psychologen. So ließ etwa das Parapsychologische Institut der Universität Freiburg unter der Leitung von Hans Bender in Zusammenarbeit mit Jürgenson in den Jahren 1964 und 1970 Untersuchungen durchführen, welche die Existenz des Phänomens zwar grundsätzlich bestätigten, die jedoch nicht weitergeführt wurden, da die erzielten Ergebnisse den strengen Anforderungen der verwendeten Analyseverfahren nicht genügten.
Auch der lettische Schriftsteller Konstantin Raudive (1909–1974) beschäftigte sich langjährig mit den Tonbandstimmen. 1968 erschien sein Buch Unhörbares wird hörbar. Raudive war wie Jürgenson bestrebt, das Phänomen unter wissenschaftlich kontrollierten Bedingungen zu beweisen. Dieses gelang ihm mit der Mikrofonmethode im März 1971 durch die Einspielung von Stimmen in einem Faradayschen Käfig im abgeschirmten Laboratorium der Firma Belling & Lee Ltd/London. Skeptiker bezweifeln die Aussagekraft dieser frühen Untersuchungen, weil unklar sei, ob geeignete Vorkehrungen getroffen wurden, um Einflüsse auszuschließen. Ernst Senkowski (Mainz), Pfarrer Leo Schmid (Oeschgen/CH) und Ing. Seidl (Wien) sind bzw. waren weitere Experimentatoren, die sich intensiv mit dem Phänomen auseinandersetzten.
Der Wiener Physiker Johannes Hagel (Zeitschrift für Anomalistik 1+2/2002) vermutet infolge seiner Experimente zur Frage der systemerhaltenden Rolle von Zufallsprozessen in maschinellen Systemen, dass jemand, der Tonbandstimmen einspielt, sich mit komplexen Zufallsprozessen in seiner unmittelbaren Umgebung in Verbindung setzt. Diese Zufallsprozesse würden durch den Vorgang der Einspielung das Zustandekommen von sprachähnlichen oder sprachartigen, akustischen Sequenzen bewirken, deren Bedeutung (bezugnehmende Aussagen) einer Einwirkung auf die einspielende Person entsprächen. Hagel betont, dass über diese Phänomenologie hinaus immer noch ein großer Erklärungsbedarf bleibe, insbesondere hinsichtlich des Mechanismus dieser akausalen Korrelation.
Unter wissenschaftlich kontrollierten Bedingungen konnten Ergebnisse, die die Existenz von Tonbandstimmen bestätigen, bislang nicht reproduziert werden.

## Das Phänomen im Kino
Film und Fernsehen tragen zur Popularisierung dieses Themas wesentlich bei. Dabei wird das Phänomen oft mit Horror-Elementen ausgeschmückt, die für Schockeffekte beim Zuschauer sorgen sollen, jedoch den Beschreibungen des angeblich tatsächlich existierenden Phänomens nicht zu entnehmen sind. Aus dem Jenseits stammende Stimmen sind beispielsweise Bestandteil in Steven Spielbergs Horrorklassiker Poltergeist (1982). Das Phänomen ist ferner Grundlage des Horrorthrillers White Noise – Schreie aus dem Jenseits (2005) und dessen Fortsetzung White Noise 2 – The Light (2007). Im Film The Sixth Sense führen Tonbandstimmen zum Wendepunkt der Handlung.